# Judah Ha-Levi (krater)
Judah Ha-Levi är en nedslagskrater på planeten Merkurius, med en diameter på ungefär 85 kilometer.
1976 uppkallades kratern efter författaren Yehuda Halevi.